# 팀뷰어
팀뷰어(영어: TeamViewer)는 컴퓨터 간 원격 제어, 데스크톱 공유, 파일 전송을 위한 컴퓨터 소프트웨어 패키지이다.
이 소프트웨어는 마이크로소프트 윈도우, 맥 OS X 리눅스, iOS,, 안드로이드 운영 체제에서 동작한다. 팀뷰어를 실행 중인 기기에 웹 브라우저로 접근할 수 있다. 이 응용 프로그램의 주된 초점은 컴퓨터들의 원격 제어이지만, 협의 및 프레젠테이션 기능도 포함된다. 팀뷰어는 제품 출시 10주년을 맞아 ‘팀뷰어 10’을 출시했다.

## 버전 역사
| 버전      | 날짜           |
| --------- | -------------- |
| 팀뷰어 15 | 2019년 11월 경 |
| 팀뷰어 14 | 2018년 11월 경 |
| 팀뷰어 13 | 2017년 11월 경 |
| 팀뷰어 12 | 2016년 11월 경 |
| 팀뷰어 11 | 2015년 12월 경 |
| 팀뷰어 10 | 2014년 12월 경 |
| 팀뷰어 9  | 2013년 12월    |
| 팀뷰어 8  | 2012년 12월    |
| 팀뷰어 7  | 2011년 11월    |
| 팀뷰어 6  | 2010년 12월    |
| 팀뷰어 5  | 2009년 12월    |

## 같이 보기
- 원격 데스크톱 소프트웨어
- 원격 데스크톱 프로토콜
- 원격 데스크톱 서비스
- VNC